# Lijst van voorzitters van de Unie van Waterschappen
Dit is een lijst van voorzitters van de Unie van Waterschappen.

## Voorzitters
| Ambtsperiode | Naam voorzitter                 | Partij of stroming | Bijzonderheden                                                                  |
| ------------ | ------------------------------- | ------------------ | ------------------------------------------------------------------------------- |
| 1927 - 1937  | H.C. (Hendrik) de Jongh         |                    |                                                                                 |
| 1937 - 1952  | F.L.G.Z.M. (Frans) Vonk de Both |                    | van 1937 tot 1938 als waarnemend voorzitter. Voorheen burgemeester van Tilburg. |
| 1952 - 1968  | J.W.W. (Jan) van der Hoeven     |                    |                                                                                 |
| 1971 - 1981  | Th.A.J. Vosters                 |                    |                                                                                 |
| 1981 - 1983  | L.J. (Lo) de Ruiter             | PvdA               |                                                                                 |
| 1983 - 1987  | W.J.L.J. (Willem) Merkx         | CDA                | Voorheen burgemeester van Breda.                                                |
| 1987 - 1994  | J. (Jaap) IJff                  | PvdA               |                                                                                 |
| 1994 - 2000  | A.J.A.M. (Ad) Segers            |                    |                                                                                 |
| 2010 - 2015  | P.C.G. (Peter) Glas             | PvdA               | watergraaf van waterschap De Dommel                                             |
| 2015 - 2019  | J.H. (Hans) Oosters             | PvdA               | dijkgraaf van Hoogheemraadschap van Schieland en de Krimpenerwaard              |
| 2019 - 2024  | R.A.M. (Rogier) van der Sande   | VVD                | dijkgraaf van Hoogheemraadschap van Rijnland                                    |
| 2025 -       | Jeroen Haan                     | PvdA               | dijkgraaf van Hoogheemraadschap De Stichtse Rijnlanden                          |